# シンチアンティタン
シンチアンティタン（Xinjiangtitan）は、中生代ジュラ紀中期の中国大陸に生息していた竜脚類の属。学名は発見地・中国新疆ウイグル自治区の英語表記に由来する。発掘調査によりタイプ標本は脊柱全体が保存されていることが明らかになり、首の全長について確実な証拠がある中では史上最長の首を持つ動物であり、その首の長さは15メートル近くに達する。

## 化石

サイズ推定図

シンチアンティタンの標本はジュラ紀中期カロビアンに当たる中国・新疆のQiketai Formationから知られている。原記載では化石全体の一部のみが記載されたが、発掘調査の後の再記載により関節したままのほぼ完全な脊柱や、頭蓋骨の一部、骨盤の一部と左後肢が保存されていることが明らかになった。これはアジアより記載された竜脚類全体から見ても最も保存状態の良いものの一つである。

## 形態
近縁のマメンチサウルスとともに史上最大の恐竜の一つに上げられ、全長は30-32メートルに達すると推測される。全長の半分近くを首の長さが占めており、首の全長は少なくとも14.9メートルに達する。頚椎の数は18個。

## 分類
シンチアンティタンはマメンチサウルスの姉妹群に当たると推測されている。特に、マメンチサウルスの最大種であるM. sinocanadorumは、他のマメンチサウルスの種とは別のクレードに配置され、分類的にシンチアンティタンにより近いのではないかという結果が出された。